# Siphocampylus cernuus
Siphocampylus cernuus är en klockväxtart som beskrevs av August Heinrich Rudolf Grisebach. Siphocampylus cernuus ingår i släktet Siphocampylus och familjen klockväxter.
Artens utbredningsområde är Kuba. Inga underarter finns listade i Catalogue of Life.